# Nâm N'Jang
Nâm N'Jang (đọc là /nâm-nờ-trang/) là một xã thuộc huyện Đắk Song, tỉnh Đắk Nông, Việt Nam.

## Địa lý
Xã Nâm N'Jang nằm ở phía nam huyện Đắk Song, có vị trí địa lý:
- Phía đông giáp huyện Đắk Glong và xã Đắk Hòa
- Phía tây giáp xã Đắk N'Drung
- Phía nam giáp xã Trường Xuân và thành phố Gia Nghĩa
- Phía bắc giáp thị trấn Đức An và xã Nam Bình.

Xã có diện tích 165,32 km², dân số năm 2007 là 5.861 người, mật độ dân số đạt 35 người/km².

## Hành chính
Xã Nâm N'Jang được chia thành 8 thôn: 1, 2, 3, 4, 6, 9, 10, 11 và bản Đắk Lép.

## Lịch sử
Xã Nâm N'Jang được thành lập vào ngày 6 tháng 6 năm 2005 trên cơ sở 17.086 ha diện tích tự nhiên và 5.449 người của xã Đắk Rung.
Ngày 18 tháng 10 năm 2007, Chính phủ ban hành Nghị định 155/2007/NĐ-CP. Theo đó, thành lập thị trấn Đức An trên cơ sở điều chỉnh 768 ha diện tích tự nhiên và 3.180 người của xã Đắk Song, 525 ha diện tích tự nhiên và 1.143 người của xã Nâm N'Jang.
Sau khi điều chỉnh địa giới hành chính, xã Nâm N'Jang còn lại 16.532 ha diện tích tự nhiên và 5.861 người.
Ngày 30 tháng 9 năm 2019, Hội đồng Nhân dân tỉnh Đắk Nông ban hành Nghị quyết 24/NQ-HĐND về việc:
- Sáp nhập thôn Đắk Lư vào thôn 1
- Sáp nhập thôn Bùng Binh vào thôn 3
- Sáp nhập thôn 5 và thôn 8 vào thôn 6
- Sáp nhập thôn 7 vào bản Đắk Lép
- Sáp nhập thôn Bong Ring vào thôn 9.